# Pierre Guidetti
Pour les articles homonymes, voir Guidetti.
Pierre Paul Louis Guidetti, né le 12 août 1878 à Toulon et mort le 9 mars 1927 à Nice, est un architecte français. Diplômé de l'École nationale supérieure des beaux-arts de Paris (1900). Il a travaillé à la construction de différents ouvrages d'arts français et européens en tandem avec son frère Louis Guidetti. Leur ouvrage le plus connu est le pont de la Tournelle franchissant la Seine, à Paris.

## Biographie
Pierre Paul Louis Guidetti est né en 1878 à Toulon. Il a épousé Marie Ledoux le 26 septembre 1908 à La Valette, île de Malte.
Il est le fils aîné d'Étienne Sylvestre Guidetti, né à Nice le 28 avril 1844, un architecte et de Louise Lilia Trevenec, née à Brest le 28 avril 1857.
Son frère cadet, Louis Auguste Guidetti, né le 11 août 1881 à Brest, est ingénieur de l'École polytechnique, de la promotion X 1902 et officier du Génie.
Son père a beaucoup voyagé pour ses travaux : Brest, Meulan, Toulon, Corse, Tunisie…  Il est appelé à « représenter la France » en 1890, à travers l'entreprise Hersant et les travaux du  Pirée, qui le feront rencontrer des ministres et des souverains. C'est à cette période, lorsque ses fils ont une dizaine d'années, qu'il ressent le besoin de régulariser sa nationalité française (et de fait, celle de ses fils). 
Les principaux travaux d'Étienne Guidetti en Grèce sont :
- le port du  Pirée pour Hersant
- des travaux de chemin de fer pour la réalisation desquels une société sera constituée avec notamment MM. Raspini (Grec) et Petitmermet (Suisse).

Dès l'enfance, Pierre avait manifesté à la fois une franche aversion pour l'école et une vive passion pour le dessin et la peinture. Cela l'a conduit aux Arts décoratifs à Nice, puis aux  Beaux-Arts à Paris… ne sachant pas très bien si sa vocation était la peinture ou l'architecture.
Aux  Beaux-Arts, en 1900, la sélection la plus sévère se fait en fin d'études, après le diplôme, par le prix de Rome, un grand concours très difficile puisqu'on ne retient dans chaque discipline (peinture, sculpture, gravure, architecture) qu'un ou deux candidats. Les architectes ainsi sélectionnés deviennent architectes du gouvernement attachés à l'État comme les Mansart ou Gabriel l'étaient au Roi.
C'est le prix de Rome que Pierre Guidetti va briguer et préparer avec acharnement. Ayant échoué de justesse (il termine second), il est désemparé. Il est tenté de redevenir peintre, et dans cet esprit il concourt avec succès à des bourses de voyages, et à des expositions (Salon des artistes français), tout en participant à des grands concours d'architecture. Il a de brillants succès mais ne construit pas. C'est que, l'architecte étant responsable, la construction ne lui est confiée que s'il en a les moyens matériels, s'il offre des garanties à l'échelle de l'œuvre à accomplir. À ce point de vue, c'est en Grèce, grâce à son père, qu'il est le mieux placé.
En 1910, Étienne et Lilia Guidetti ont une position enviable à Nice et brillante en Grèce ; les deux fils ont fait de brillantes études et de bons mariages, ils sont bien orientés professionnellement et, chose très exceptionnelle pour un père, ses deux fils ont pris en tenaille sa profession de constructeur : l'un du côté artistique et l'autre du côté technique.
À la sortie de la guerre, un camarade de guerre de Pierre, séduit par la qualité du tandem formé par Pierre et Louis, va leur apporter la caution financière qui leur manquait. Cela provoque rapidement la démission de Louis de l'armée et la création d'une équipe brillante qui peut, appuyée par cette caution, s'attaquer à la reconstruction des régions libérées. Cette équipe est composée de : 
- Paul Bigot (architecte du Gouvernement,  grand prix de Rome Architecture 1900)
- Pierre Guidetti (architecte)
- Louis Guidetti (ingénieur)
- Ernest Portier

La cheville ouvrière de cette équipe, c'est le tandem composé des deux frères, qui s'installera au 45 rue Saint-André-des-Arts, Paris 6e.
Le tandem ne cessera de présenter de grands concours. Pierre Guidetti recrée rue Saint-André-des-Arts l'ambiance d'atelier de l' École des beaux-arts, qui est à 5 minutes, avec des étudiants, candidats au prix de Rome, qui viennent se perfectionner en travaillant pour lui. Ce sont des équipes souvent très brillantes qui seront ainsi constituées (surtout pour le dernier concours, celui de la Société des Nations) et qu'il animera. Il a enfin son grand Atelier d'architecte, comme les professeurs des  Beaux-Arts.
Louis Guidetti se chargera du contrôle des chantiers, des relations avec les entrepreneurs, les metteurs, les comptables, les impôts… ; ce qui ne l'empêchera pas de contribuer à la conception. L'ouvrage de Véronique Thuin-Chaudron y fait référence .
La Première Guerre mondiale éclate, ils feront la guerre tous les deux, mais Pierre va être gazé et sa santé très détériorée. Il mourra prématurément en 1927, et Louis continuera l'œuvre commune seul.

## Travaux

### Concours publics
| Année | Prix     | Ouvrage                      | Commentaire                                                          |
| ----- | -------- | ---------------------------- | -------------------------------------------------------------------- |
| 1912  | 1er prix | Palais de justice d'Athènes  | (Pierre seul) avec Nicodoulis                                        |
|       | 2e prix  | Lycée de Nice                | avec Grisolia                                                        |
|       | 1er prix | Salle des fêtes de Clichy    | + Construction                                                       |
| 1913  | 4e prix  | Hospices de Thonon-les-Bains | C'est aujourd'hui le Tribunal de Grande Instance de Thonon-les-Bains |
|       | 1er prix | Asile d'Aliénés de Poitiers  |                                                                      |
|       | 2e prix  | Abattoirs de Montpellier     |                                                                      |
| 1914  | Primé    | Abattoirs de Béziers         |                                                                      |
|       | 1er prix | Prisons d'Athènes            | (Pierre seul) avec Nicodoulis                                        |

Première Guerre mondiale, Pierre et Louis Guidetti partent à la guerre.
| Année | Prix     | Ouvrage                                                           | Commentaire    |
| ----- | -------- | ----------------------------------------------------------------- | -------------- |
| 1919  | 2e prix  | Monuments aux morts de Nice                                       |                |
| 1920  | primé    | Palais des expositions agricoles de Paris                         |                |
| 1921  | 1er prix | Reconstruction des régions libérées                               | + construction |
|       | 2e prix  | Groupe scolaire de Suresnes                                       |                |
|       | 2e prix  | Groupe scolaire d'Arras                                           |                |
| 1922  | 3e prix  | Abattoirs de la Villette à Paris                                  |                |
| 1923  | 3e prix  | Hôpital et École de Médecine du Caire (Égypte)                    |                |
|       | primé    | Exposition du Mans                                                |                |
|       | 1er prix | Cimetière de Clichy                                               | + Construction |
|       | 1er prix | Groupe scolaire de Clichy                                         | + Construction |
|       | 1er prix | Groupe d'HLM de Paris, Porte de Saint-Cloud                       | + Construction |
| 1924  | 1er prix | Décoration du pont de la Tournelle, Paris                         | + Construction |
| 1925  | 1er prix | Exposition de la Houille Blanche à Grenoble                       | + Construction |
| 1926  | primé    | Palais des Nations à Genève (siège de la Société des Nations)     |                |
| 1928  | 1er prix | Compagnie auxiliaire de navigation à Paris, 48, rue de la Bruyère | + Construction |
| 1929  | 1er prix | Sanatorium de Parigné-l'Évêque (Sarthe)                           | + Construction |

| Année | Prix  | Ouvrage                         | Commentaire |
| ----- | ----- | ------------------------------- | ----------- |
| ?     | primé | Ministère de la Marine (Paris)  |             |
| ?     | primé | Hôtel de la préfecture de Paris |             |
| ?     | primé | Hôpital Dufresne Haute-Savoie   |             |
| ?     | primé | Plan d'aménagement de Chauny    |             |

### Travaux effectués
- Maison municipale et salle des fêtes de Clichy
- Cimetière de Clichy
- Palais de l'Exposition internationale du  Mans
- Palais de la Houille Blanche (Exposition de Grenoble)
- Porte Victor-Emmanuel-III à l'exposition des Arts décoratifs à Paris
- Groupe d'immeubles (HLM) Porte de Saint-Cloud (1923-1927) - 536 logements
- Pont de la Tournelle à Paris
- Reconstructions dans les "régions libérées" (bâtiments communaux et immeubles mis en coopératives). En association avec MM. Bigot et Portier. Fargniers, Quessy, Condren (villages pratiquement rasés par les bombardements de la gare de triage de Tergnier-St-Gobain). Blerancourt, St-Aubin, Selens, Trosly-Loire, Guny, Pont-St-Mard, Vassens, Coucy-le-Château, Querzy, Bichannourt, Autreville. Ces travaux de reconstruction se sont achevés en 1932-33. Voir sur ce sujet le livre de M. Hericault : Terres assassinées devant les dévastations (1914-1933)[4].

#### Groupe d'immeubles de laPorte de Saint-Cloud(HLM)
À la sortie de la guerre, la crise du logement dans l'ensemble de la France était effroyable, à l'échelle des destructions. L'afflux à Paris de travailleurs et de réfugiés de toutes sortes était considérable.
Paris était entouré de fortifications datant du XIXe siècle et devenues sans objet. Ces fortifications comprenaient des forts (territoires militaires) et des intervalles. Ces intervalles - zones non aedificandi - se sont couvertes dès la fin de la guerre de bidonvilles, refuges pour la misère, les épidémies et la délinquance.
Face à ces deux problèmes, la solution a été de réaliser rapidement autour de Paris, sur cette zone, une ceinture d'immeubles modestes mais présentables. Cette solution s'est heurtée à de nombreuses difficultés juridiques, techniques, financières… et architecturales. Les solutions architecturales ont été mises en concours, et c'est dans ses grandes lignes la solution Guidetti qui a été choisie par la Ville, adoptée et programmée pour l'ensemble des HLM entourant Paris.
Seul le groupe de la Porte de Saint-Cloud a été effectivement réalisé par les Guidetti ; mais  c'est leur solution qui a été généralisée par la Ville.

#### Pont de la Tournelle
C'est la décoration (et non la structure) du pont qui est mise au concours. Le maître d'œuvre n'est pas l'architecte, ce sont les Ponts-et-Chaussées ; c'est pour cette raison que l'on emploie le terme « décoration ».
La problématique était la suivante : 
- Le site est magnifique, c'est l'un des plus beaux de Paris
- C'est l'un des passages les plus difficiles de Paris pour la navigation (un train de péniche ne se manie pas aisément). Les péniches venaient régulièrement heurter une pile ou se mettre en travers. C'est ainsi que le pont, une fois de plus, avait été emporté, remplacé par une passerelle en bois et la navigation détournée par l'autre bras de la Seine. Il était urgent de rendre ce bras à la navigation… sans gâcher le site.

- Le béton armé permettait de faire une arche maîtresse satisfaisante pour la navigation. C'était la solution technique retenue par les Ponts-et-Chaussées, encore fallait-il l'habiller et l'inclure dans le paysage - ce qui fut mis au concours.

Du point de vue architectural, les deux problèmes sont différents : le raccordement aux berges et le revêtement du béton (très mal résolu à l'époque).
Le site est dissymétrique : d'un côté Paris (Lutèce), de l'autre la petite île Saint-Louis. Les rives sont basses et assez rapprochées, même avec sa mince voute, le pont accuse un « dos d'âne » prononcé.
Le parti adopté cherche à accuser la dissymétrie au lieu de l'estomper. Quant au revêtement, la pierre de taille a été choisie, ce qui conduit tout naturellement à substituer la voûte au béton armé pour les raccordements.
La solution est donc hybride, ce qui n'a pas manqué d'être dénoncé comme une hérésie par les architectes théoriciens. C'est un modèle de pont inédit, œuvre d'art adaptée au site et à l'époque : c'est à Paris le premier ouvrage d'art en béton armé et le dernier en pierres de taille appareillées.
Les architectes, ont travaillé à l'inclusion de l'ouvrage dans le paysage. Vu d'amont, son harmonie avec la cathédrale Notre-Dame de Paris est saisissante… Le mât tripode, rappel de Notre-Dame, adopté pour marquer la rive parisienne, vient sans doute de Pierre Guidetti. L'idée d'y percher Sainte Geneviève en vigie veillant sur Paris (symbolisée dans ses armes par un bateau) vient de Louis Guidetti… ce n'est pas surprenant, ce pont mène droit à l'École Polytechnique, à la Montagne Sainte-Geneviève, à Lutèce.
Le pont s'est achevé après le décès de Pierre Guidetti. Au moment de l'érection de la statue il y a eu une polémique dont la presse s'est emparée, entre l'architecte Louis Guidetti et le sculpteur Paul Landowski (prix de Rome, membre de l'Institut) qui aurait voulu qu'elle soit tournée dans l'autre sens, comme un autel au pied duquel on vient prier.

#### Projet non retenu
- parc des expositions de la porte de Versailles (Paris)[5].